# Freeze Frame (film, 1979)
 (février 2025).
Si vous disposez d'ouvrages ou d'articles de référence ou si vous connaissez des sites web de qualité traitant du thème abordé ici, merci de compléter l'article en donnant les références utiles à sa vérifiabilité et en les liant à la section « Notes et références ».
Pour plus de détails, voir Fiche technique et Distribution.
Freeze Frame est un film américain d'animation Looney Tunes de 7 minutes et mettant en scène Bip Bip et Vil Coyote réalisé par Chuck Jones en 1979.

## Fiche technique
- Réalisateurs : Chuck Jones
- Producteur : Chuck Jones et Hal Geer
- Compositeur : Doug Goodwin et Joe Siracusa